# Tina Iheagwam
Tina Iheagwam (* 3. April 1968) ist eine ehemalige nigerianische Leichtathletin, die sich auf den Sprint spezialisiert hat. Bei den Afrikaspielen 1987 und 1991 gewann sie drei Goldmedaillen.

## Sportliche Laufbahn
Erste internationale Erfahrungen sammelte Tina Iheagwam im Jahr 1986, als sie bei den Juniorenweltmeisterschaften in Athen, bei denen sie in 11,34 s die Goldmedaille im 100-Meter-Lauf gewann und gewann mit der nigerianischen 4-mal-100-Meter-Staffel in 44,13 s die Bronzemedaille. Im Jahr darauf schied sie bei den Hallenweltmeisterschaften in Indianapolis mit 7,62 s im Halbfinale im 60-Meter-Lauf aus und im Juli gewann sie bei der Sommer-Universiade in Zagreb in 11,40 s die Bronzemedaille über 100 Meter hinter der US-Amerikanerin Gwen Torrence und Iryna Sljussar aus der Sowjetunion. Zudem gewann sie auch mit der 4-mal-100-Meter-Staffel in 43,71 s die Bronzemedaille hinter den Teams aus den Vereinigten Staaten und der Sowjetunion. Anschließend siegte sie mit der Staffel in 43,44 s gemeinsam mit Beatrice Utondu, Mary Onyali-Omagbemi und Falilat Ogunkoya bei den Afrikaspielen in Nairobi und sicherte sich auch über 100 Meter in 11,32 s. Über 200 Meter gewann sie zudem in 23,56 s die Bronzemedaille hinter ihren Landsfrauen Mary Onyali-Omagbemi und Falilat Ogunkoya. Im September kam sie bei den Weltmeisterschaften in Rom mit der Staffel mit 43,95 s nicht über den Vorlauf hinaus. 1989 kam sie beim IAAF World Cup in Madrid mit der Staffel nicht ins Ziel und gewann bei den Afrikameisterschaften in Lagos in 11,28 s die Silbermedaille über 100 Meter hinter Landsfrau Onyali-Omagbemi. 1991 siegte sie in 22,82 s im 200-Meter-Lauf bei den Afrikaspielen in Kairo und im Jahr darauf beendete sie dann ihre aktive sportliche Karriere im Alter von 24 Jahren.

## Persönliche Bestleistungen
- 100 Meter: 11,11 s (+1,3 m/s), 11. April 1992 in El Paso
  - 60 Meter (Halle): 7,54 s, 6. März 1987 in Indianapolis
- 200 Meter: 22,82 s (+1,0), 26. September 1991 in Kairo